# ワイド・アングルズ
『ワイド・アングルズ』（Wide Angles）は、アメリカ合衆国のジャズ・サクソフォーン奏者、マイケル・ブレッカーが2003年に録音・発表したスタジオ・アルバム。日本で先行発売された。

## 背景
ブレッカーは2002年、オーボエやストリングスなども含む大編成のグループでイギリス・ツアーを行い、それが本作のアイディアにつながった。本作のレコーディングはスタジオ・ライヴ形式で行われ、3日間で終了した。

## 反響・評価
アメリカでは『ビルボード』のジャズ・アルバム・チャートで14位を記録した。第46回グラミー賞では、本作が最優秀ラージ・ジャズ・アンサンブル・アルバム賞を受賞し、収録曲「ティンブクトゥ」が最優秀インストゥルメンタル編曲賞を受賞した。また、収録曲「ブロードバンド」は最優秀インストゥルメンタル作曲賞にノミネートされたが、受賞には至らなかった。
デヴィッド・ジェフリーズはオールミュージックにおいて5点満点中2.5点を付け「実に多くの偉大なプレイヤーが集まった大編成のバンドにしては、うわべだけの結果になってしまった」「本当に詩的な演奏が聴けることもあるが、ソロイストとアンサンブルの間の相互作用は希薄である」と評している。一方、John Fordhamは『ガーディアン』紙のレビューで5点満点中4点を付け「ブレッカーのキャリアにおいて、中年期の飛躍と言えるプロジェクトで、斬新なアイディアに満ちており、ギル・エヴァンス風の温かく複雑なアレンジによって、このサクソフォーン奏者が、ソロをどのように展開していくべきかを再考する必要に迫られた」と評している。また、『CDジャーナル』のミニ・レビューでは「テナーの響きがこれほどひとの心を打つのは、編曲の妙によるところも大だ」と評されている。

## トラック・リスト
特記なき楽曲はマイケル・ブレッカー作曲。
| #   | タイトル                                                 | 作詞 | 作曲・編曲 | 時間  |
| --- | -------------------------------------------------------- | ---- | ---------- | ----- |
| 1.  | 「ブロードバンド - Broadband」                           |      |            | 6:46  |
| 2.  | 「クール・デイ・イン・ヘル - Cool Day in Hell」          |      |            | 7:51  |
| 3.  | 「アングル・オブ・リポーズ - Angle of Repose」           |      |            | 6:42  |
| 4.  | 「ティンブクトゥ - Timbuktu」                            |      |            | 7:59  |
| 5.  | 「ナイト・ジャスミン - Night Jessamine」                 |      |            | 5:21  |
| 6.  | 「スキュラ - Scylla」(Michael Brecker, George Whitty)    |      |            | 10:40 |
| 7.  | 「ブレクステリティ - Brexterity」                        |      |            | 6:40  |
| 8.  | 「イヴニング・フェイセズ - Evening Faces」(Don Grolnick) |      |            | 7:13  |
| 9.  | 「モダス・オペランディ - Modus Operandy」                |      |            | 5:27  |
| 10. | 「ネヴァー・アローン - Never Alone」                     |      |            | 5:42  |

| #   | タイトル                                            | 作詞 | 作曲・編曲 | 時間 |
| --- | --------------------------------------------------- | ---- | ---------- | ---- |
| 11. | 「モンクス・ムード - Monk's Mood」(Thelonious Monk) |      |            | 3:25 |

## パーソネル
- マイケル・ブレッカー – テナー・サクソフォーン、アレンジ
- アレックス・シピアギン - トランペット
- ロビン・ユーバンクス - トロンボーン
- ピーター・ゴードン - フレンチホルン
- スティーヴ・ウィルソン - フルート、アルトフルート
- イアイン・ディクソン - クラリネット、バスクラリネット
- チャールズ・ピロウ - イングリッシュホルン、オーボエ
- マーク・フェルドマン - ヴァイオリン、コンサートマスター
- ジョイス・ハンマン - ヴァイオリン
- ロイス・マーティン - ヴィオラ
- エリック・フリードランダー - チェロ
- アダム・ロジャース - ギター
- ジョン・パティトゥッチ - ベース
- アントニオ・サンチェス - ドラムス
- ダニエル・サドウニック - パーカッション
- ギル・ゴールドスタイン - アレンジ、オーケストレーション、指揮